# Trattato di amicizia e alleanza tra i governi di Mongolia e Tibet
Il trattato di amicizia e alleanza tra i governi di Mongolia e Tibet fu firmato il 2 febbraio 1913 ad Urga, l'odierna Ulan Bator in Mongolia. Esistono dei dubbi sulla reale validità di tale trattato dal momento che i delegati tibetani non avevano l'autorità per sottoscriverlo.

## Firma del trattato e sua validità
Dopo la caduta della dinastia Qing nel 1911, sia il Tibet che la Mongolia dichiararono formalmente la loro indipendenza con amministrazioni rette da capi di stato lamaisti, senza ottenere il riconoscimento della neo-formata Repubblica Cinese.
Nel trattato i due stati riconoscono le rispettive sovranità e stringono alleanza. I firmatari da parte mongola furono il ministro degli esteri Da Lama Ravdan ed il generale Manlaibaatar Damdinsüren. Da parte tibetana erano presenti il cittadino russo di etnia buriata Agvan Dorzhiev ed il cittadino tibetano Gendun-Galsan.
La validità di questo trattato fu contestata dal tredicesimo Dalai Lama che asserì di non aver mai concesso l'autorizzazione a Dorijev di negoziare con i rappresentanti mongoli. Sembra che né il governo del Tibet né i suoi capi religiosi abbiano mai ratificato il trattato, ed anche il governo russo confermò che Dorzhiev come cittadino russo non aveva i titoli per rappresentare il Dalai Lama.
Sia l'indipendenza tibetana che quella mongola non furono riconosciute nemmeno dalla maggior parte delle potenze mondiali, concordi nel riconoscere il protettorato cinese su quelle aree. Gli interessi dei paesi occidentali, specialmente quelli della Russia e del Regno Unito, sui territori tibetani e mongoli erano garantiti da alcuni trattati conclusi con la dinastia Qing e la Cina invitò il Tibet e la Mongolia ad onorarli.
Il riconoscimento dell'indipendenza delle allora deboli popolazioni tibetana e mongola da parte delle potenze occidentali, avrebbe esposto quei territori alla possibilità di essere invasi da Russia e Regno Unito, che nel timore reciproco preferirono garantire l'influenza cinese sulla regione.

## Conseguenze
Il trattato alimentò i sospetti dei britannici che i russi intendessero estendere la loro influenza sul Tibet. Per mettersi al riparo da tale evenienza convocarono nel 1914 una conferenza a Simla per definire i confini tra Tibet, Cina e India britannica e riasserire il proprio diritto di ingerenza negli affari tibetani siglato dopo l'invasione britannica del 1903.
La Cina rifiutò quanto venne proposto e abbandonò la conferenza senza ratificare l'accordo raggiunto da tibetani e britannici e firmò invece il 25 maggio del 1915 con Russia e Mongolia il trattato del Kyakhta, che prevedeva la totale autonomia per le questioni interne alla Mongolia, nella quale venivano garantiti alcuni privilegi ai russi, e riaffermava il protettorato cinese del Tibet.
Il testo in lingua mongola del trattato mongolo-tibetano del 1913 è stato pubblicato dall'Accademia mongola della scienza nel 1982.